# Karjagi, Haveri
Karjagi là một làng thuộc tehsil Haveri, huyện Haveri, bang Karnataka, Ấn Độ.